# پایگاه نیروی هوایی، دریایی پندلتن
پایگاه نیروی هوایی، دریایی پندلتن (به انگلیسی: Marine Corps Air Station Camp Pendleton) (به زبان بومی: Munn Field) یک فرودگاه نظامی است که یک باند فرود آسفالت دارد و طول باند آن ۱۸۳۰ متر است. این فرودگاه در شهر اوشن ساید، کالیفرنیا کشور ایالات متحده آمریکا قرار دارد و در ارتفاع ۲۴ متری از سطح دریا واقع شده‌است.